# Барак-де-Фретюр
Бара́к-де-Фретю́р (фр. Baraque de Fraiture) — гора в Бельгии высотой 652 м. Находится на территории провинции Люксембург и является высочайшей вершиной в этом регионе.

## География
Гора входит в горный хребет, разделяющий бассейны рек Урт и Амель. Относится к южной части горной системы Арденны. Возвышается над плато Тайль на 153 м. Склоны горы частично лесистые, частично луговые.
Гора находится на территории коммуны Вьельсальм. Имеет действующий горнолыжный комплекс с тремя трассами длиной 350, 700 и 1000 м.

## История
Во время второй мировой войны в рамках Бельгийской операции гора была захвачена 11 мая 1940 года немецкой 5-й танковой дивизией, задачей которой было форсирование Мааса у Динана.